# ノキシチオリン
ノキシチオリン(Noxytiolin)は、腹膜の洗浄に用いられる抗感染症薬である。分解してホルムアルデヒドを放出することで殺菌・抗毒素・抗付着作用を発現する。同様の作用機序を持つ、より新しい薬品としてタウロリジンがある。